# Puyallup (Washington)
Puyallup [pjuˈæləp] ist eine Kleinstadt im Pierce County im US-Bundesstaat Washington. Die Stadt liegt rund 8 km östlich von Tacoma. Der US Census im Jahr 2020 eine Einwohnerzahl von 42.973 ermittelt.  Der Ort ist nach dem gleichnamigen Indianerstamm benannt.

## Geographie
Puyallups geographische Koordinaten sind 47° 11′ N, 122° 18′ W.
Nach den Angaben des United States Census Bureaus hat die Stadt eine Fläche von 31,6 km², wovon 31,4 km² auf Land und 0,2 km² (= 1,65 %) auf Gewässer entfallen, hauptsächlich den Puyallup River, der dem gleichnamigen Gletscher am Mount Rainier entspringt und im Hafen von Tacoma in den Puget Sound mündet.

## Einwohnerentwicklung
| 1900  | 1910  | 1920  | 1930  | 1940  | 1960   | 1970   | 1980   | 1990   | 2000   | 2020   |
| ----- | ----- | ----- | ----- | ----- | ------ | ------ | ------ | ------ | ------ | ------ |
| 1.884 | 4.554 | 6.323 | 7.094 | 7.889 | 12.063 | 14.742 | 18.251 | 23.878 | 33.011 | 42.973 |

## Demographie
Zum Zeitpunkt des United States Census 2000 bewohnten Puyallup 33.011 Personen. Die Bevölkerungsdichte betrug 1049,9 Personen pro km². Es gab 13.467 Wohneinheiten, durchschnittlich 428,3 pro km². Die Bevölkerung Puyallups bestand zu 87,88 % aus Weißen, 1,50 % Schwarzen oder African American, 1,01 % Native American, 3,27 % Asian, 0,34 % Pacific Islander, 1,94 % gaben an, anderen Rassen anzugehören und 4,06 % nannten zwei oder mehr Rassen. 4,67 % der Bevölkerung erklärten, Hispanos oder Latinos jeglicher Rasse zu sein.
Die Bewohner Puyallups verteilten sich auf 18.870 Haushalte, von denen in 36,0 % Kinder unter 18 Jahren lebten. 49,7 % der Haushalte stellten Verheiratete, 11,7 % hatten einen weiblichen Haushaltsvorstand ohne Ehemann und 33,8 % bildeten keine Familien. 26,9 % der Haushalte bestanden aus Einzelpersonen und in 9,5 % aller Haushalte lebte jemand im Alter von 65 Jahren oder mehr alleine. Die durchschnittliche Haushaltsgröße betrug 2,53 und die durchschnittliche Familiengröße 3,08 Personen.
Die Stadtbevölkerung verteilte sich auf 27,3 % Minderjährige, 10,2 % 18–24-Jährige, 30,8 % 25–44-Jährige, 20,8 % 45–64-Jährige und 10,9 % im Alter von 65 Jahren oder mehr. Das Durchschnittsalter betrug 34 Jahre. Auf jeweils 100 Frauen entfielen 93,5 Männer. Bei den über 18-Jährigen entfielen auf 100 Frauen 90,9 Männer.
Das mittlere Haushaltseinkommen in Puyallup betrug 47.269 US-Dollar und das mittlere Familieneinkommen erreichte die Höhe von 57.322 US-Dollar. Das Durchschnittseinkommen der Männer betrug 43.562 US-Dollar, gegenüber 27.281 US-Dollar bei den Frauen. Das Pro-Kopf-Einkommen in Puyallup war 22.401 US-Dollar. 6,7 % der Bevölkerung und 4,7 % der Familien hatten ein Einkommen unterhalb der Armutsgrenze, davon waren 7,2 % der Minderjährigen und 6,5 % der Altersgruppe 65 Jahre und mehr betroffen.

## Söhne und Töchter der Stadt
- Gertrude Wilhelmsen (1913–2005), Diskus- und Speerwerferin
- Gary L. Thomas (* 1961), evangelischer Theologe, Pastor und Autor
- Michelle Harrison (* 1975), Schauspielerin und Country-Sängerin
- Qwalsius Shaun Peterson (* 1975), Künstler
- Kelly Sullivan (* 1978), Schauspielerin
- Courtney Wetzel (* 1989), Fußballspielerin